# Hawaiier

Flagge der Kānaka Maoli

Die Hawaiier, auch als Hawaiianer oder Kānaka Maoli bekannt, sind die polynesischen Ureinwohner der Hawaii-Inseln. Nach der Landung von James Cook in Hawaii 1778 und der Ankunft von Europäern starb ein Großteil von ihnen an eingeschleppten Krankheiten. Durch den Bevölkerungsrückgang, die Ankunft von christlichen Missionaren und die Annexion des Königreichs Hawaiʻi durch die Vereinigten Staaten erlebte die hawaiische Kultur, Sprache und Religion einen Niedergang. Im frühen 20. Jahrhundert waren die Hawaiier eine kleine Minderheit in Hawaii geworden und standen kurz vor dem Aussterben. Die Bevölkerung erholte sich in der Folgezeit jedoch wieder und die traditionelle Kultur der Hawaiier erlebte ab den 1970er Jahren ein Wiederaufleben.
2013 waren knapp 6 % der Bevölkerung (ca. 300.000 Menschen) im US-Bundesstaats Hawaii indigene Hawaiier. Knapp ein Fünftel der Bevölkerung im multikulturellen Hawaii, in dem die Nachfahren asiatischer Einwanderer die größte Bevölkerungsgruppe stellen, war zumindest partiell indigener Abstammung.

## Geschichte
Die Hawaiier entstanden wahrscheinlich aus zwei Einwanderungswellen, einer ersten um das Jahr 400 von den Marquesas aus und einer zweiten von Tahiti aus im 9. und 10. Jahrhundert. Eine andere Theorie besagt, dass die Inseln in einer einzigen, längeren Periode besiedelt wurden. Als Hinweise für die tahitianische Eroberung gelten die Legenden von Hawaiʻiloa und dem Seefahrer-Priester Paʻao, der eine Reise zwischen Hawaii und der Insel „Kahiki“ (Tahiti) unternommen und viele Bräuche eingeführt haben soll. Es gibt auch Theorien über die aus der hawaiischen Mythologie überlieferten Menehune als erste Siedler auf Hawaii, welche als kleinwüchsige Waldbewohner von späteren Einwanderer verdrängt worden sein sollen.
Die Polynesier besiedelten die Inseln mit Kanus, in denen bis zu 100 Menschen Platz fanden und die Strecken von bis zu 5000 Kilometern zurücklegten. Auf der Insel Hawaiʻi begann sich eine eigenständige Zivilisation zu entwickeln. Grundlage der Gesellschaft bildete das Tapu-System, eine Art Kastensystem, das die Gesellschaft in hierarchisch untergliederte Klassen einteilte. Die Bevölkerung lebte vorwiegend von Fischerei und Landwirtschaft. Grundnahrungsmittel waren Fisch, Kokosnüsse, Taro, Yams, Bananen und Süßkartoffeln. Ohne Metallverarbeitung und Töpferei wurden Waffen und Gebrauchsgegenstände aus Holz, Steinen, Muscheln, Zähnen und Knochen gefertigt. Die Bewohner Hawaiis kannten keine Schrift, hatten jedoch eine reichhaltige mündliche Poesie. Die einzelnen Inseln blieben politisch selbständig und trieben miteinander Handel, bis Kamehameha I. alle acht Inseln einigen konnte und 1810 der erste König von Hawaii wurde.

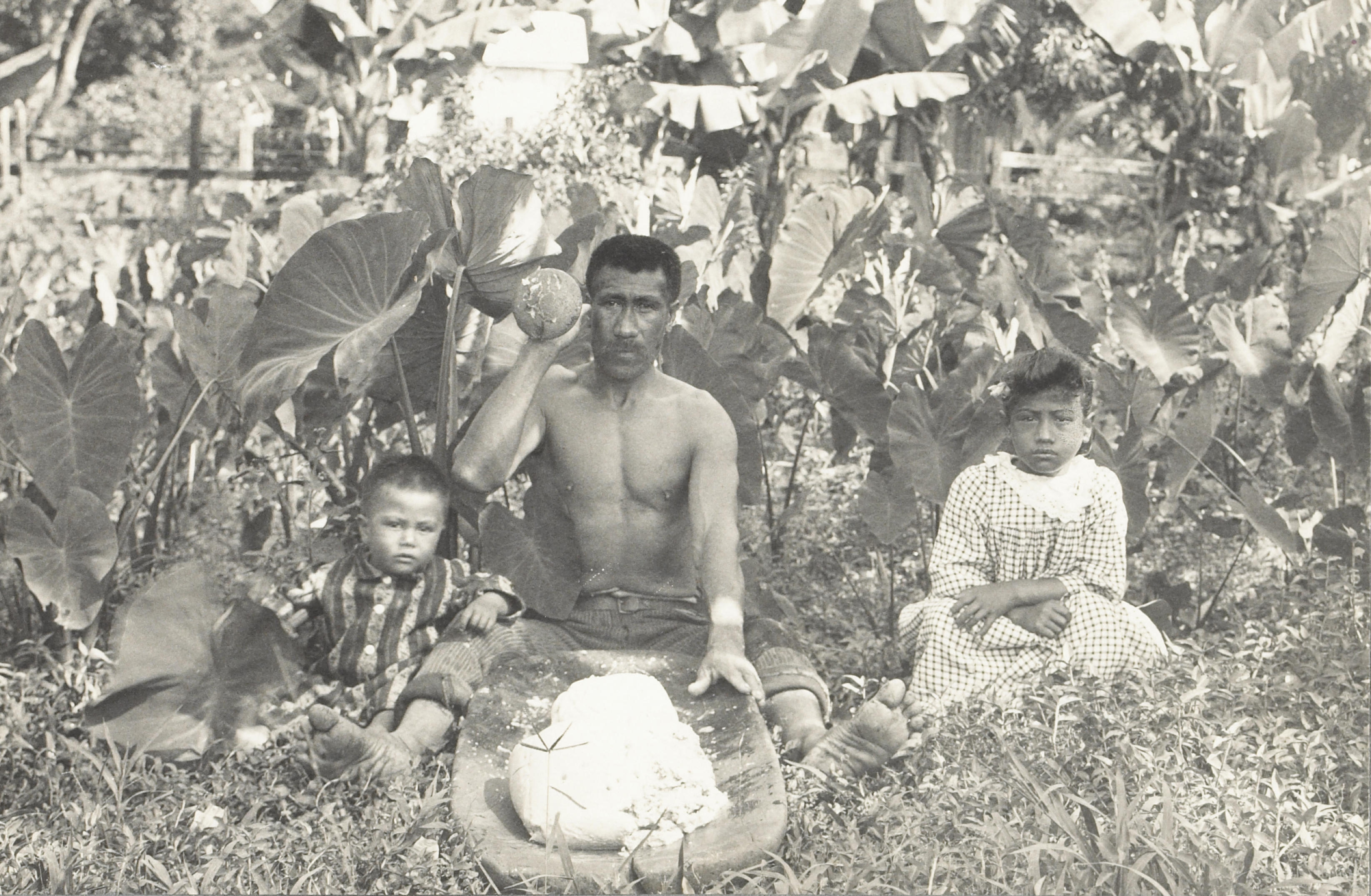
Hawaiier mit zwei Kindern (ca. 1890)

Zur Zeit der Ankunft von Kapitän Cook im Jahr 1778 lag die Einwohnerzahl schätzungsweise zwischen 300.000 und 800.000, wobei es auch niedrigere und höhere Schätzungen gibt. Im ersten Jahrhundert nach dem Kontakt wurden die Kānaka Maoli durch Krankheiten, die von Einwanderern und Besuchern eingeschleppt wurden, fast ausgerottet. Sie waren u. a. gegen Grippe, Pocken, Masern und Keuchhusten nicht resistent. Derartige Krankheiten waren für die indigenen Völker Amerikas ähnlich katastrophal.
Zahlreiche Änderungen kamen durch die Ankunft christlicher Missionare unter Leitung von Hiram Bingham in den 1820er Jahren. Siedler aus den USA etablierten eine Plantagenwirtschaft auf Hawaii und das beste Land auf Hawaii wurde von US-amerikanischen Baronen konfisziert. Ab den 1850er Jahren kam es zum Zuzug zahlreicher Arbeiter aus Japan, China und anderen asiatischen Ländern, wodurch die demografisch geschwächten Hawaiier zu einer Minderheit im eigenen Land wurden. Die hawaiische Monarchie geriet immer stärker unter den Einfluss von Missionaren und Großgrundbesitzern amerikanischer Herkunft. Unter dem Einfluss von Sanford Dole wurde die letzte Monarchin Liliʻuokalani 1893 abgesetzt und die von amerikanischen Siedlern ausgerufene Republik Hawaii 1900 von den Vereinigten Staaten annektiert.
Unter der US-Herrschaft wurde die traditionelle Kultur der Hawaiier zurückgedrängt. So schrieb ein Gesetz aus dem Jahr 1896 vor, dass Englisch „das einzige Medium und die einzige Grundlage des Unterrichts in allen öffentlichen und privaten Schulen“ sein sollte. Dieses Gesetz schloss die hawaiische Sprache von den Schulen aus. Ziel war die Assimilierung der Einheimischen in die westliche Kultur. Beim United States Census 1920 war die Anzahl der Hawaiier auf knapp 24.000 geschrumpft. In der Folgezeit begann sich ihre Bevölkerungszahl jedoch wieder zu erholen und lag 1960 wieder bei knapp 100.000. Es kam auch zu einer starken Vermischung der Hawaiier mit anderen Gruppen und viele Hawaiier wanderten auch auf das US-Festland (z. B. nach Kalifornien) aus.

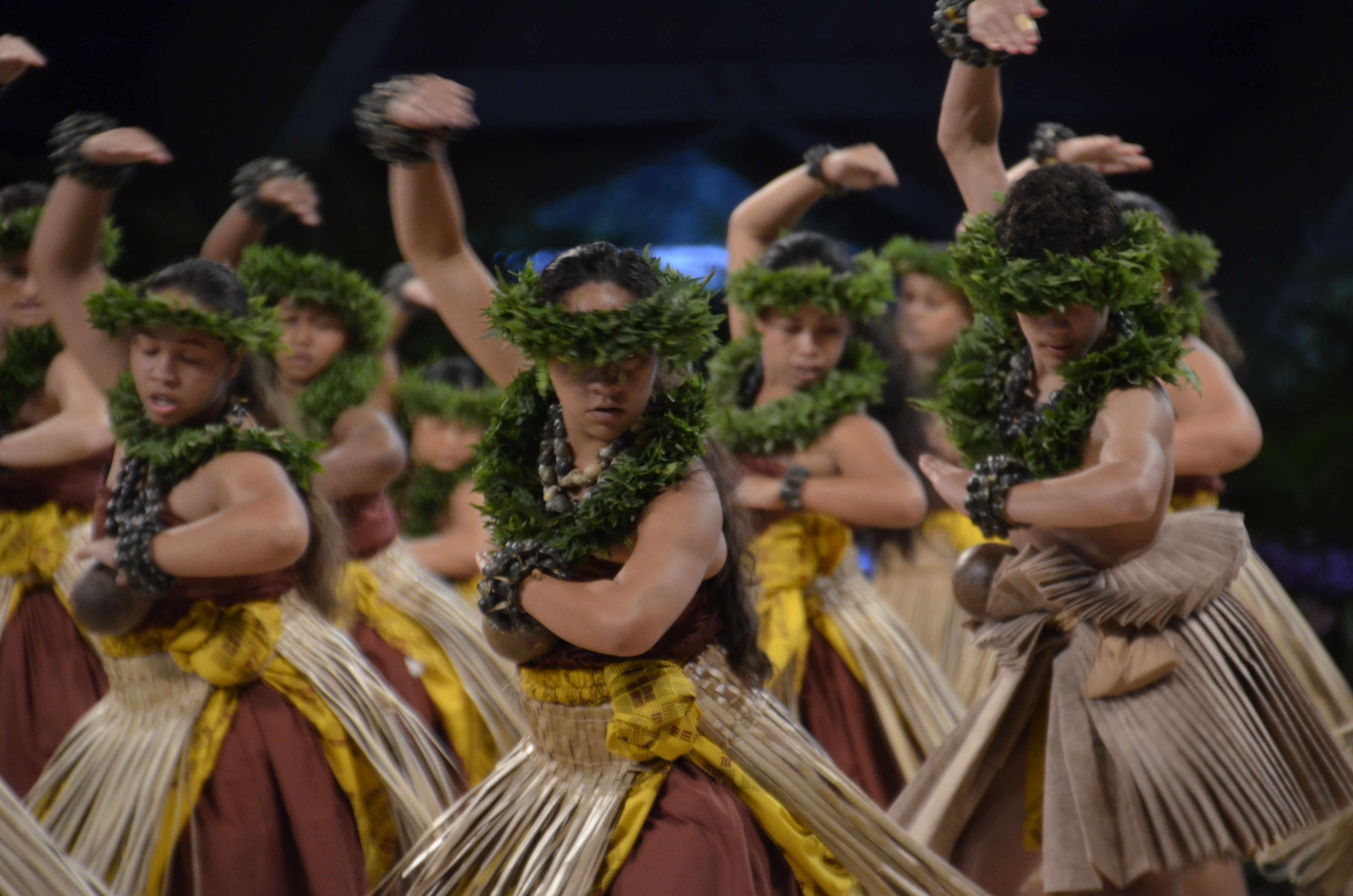
Hula-Tänzerinnen und Tänzer beim Merrie Monarch Festival 2017

In der Zeit nach dem Ende des Zweiten Weltkriegs begann sich die Bürgerrechtssituation der indigenen Bevölkerung Hawaiis zu verbessern. Die 1970er Jahre brachten schließlich die sogenannte Hawaiian Renaissance, in der die traditionelle Kultur der Hawaiier ein Wiederaufleben erlebte. Eine wichtige Rolle spielten dabei Musiker wie Gabby Pahinui oder das Merrie Monarch Festival. Diese Periode der hawaiischen Geschichte ist auch mit einem erneuten Interesse an der hawaiischen Sprache, Hula, traditionellem hawaiischem Kunsthandwerk wie zum Beispiel Lauhala- und Kapa-Arbeiten sowie weiteren kulturellen Ausdrucksformen verbunden. Auch der entstehende Massentourismus auf den Inseln trug dazu bei, die alten Traditionen neu zu beleben. Die Identität und der Stolz der Hawaiier auf ihre Kultur wurde dadurch gestärkt.
Es kam infolgedessen auch zu einem Aufleben des politischen Aktivismus und einige Ureinwohner unterstützen die Wiederherstellung der hawaiischen Unabhängigkeit. Eines der Ergebnisse davon war die neue Verfassung des Staates Hawaii von 1978, aus der das Office of Hawaiian Affairs (Amt für hawaiische Angelegenheiten) hervorging, und die Rückgabe von Land an die Ureinwohner. Am 23. November 1993 unterzeichnete US-Präsident Bill Clinton das US-Gesetz 103-150, auch bekannt als Entschuldigungsresolution, die zuvor den US-Kongress passiert hatte. Diese Resolution „entschuldigt sich bei den Kānaka Maoli im Namen des Volkes der Vereinigten Staaten für den Sturz des Königreichs Hawaii“.

## Kultur

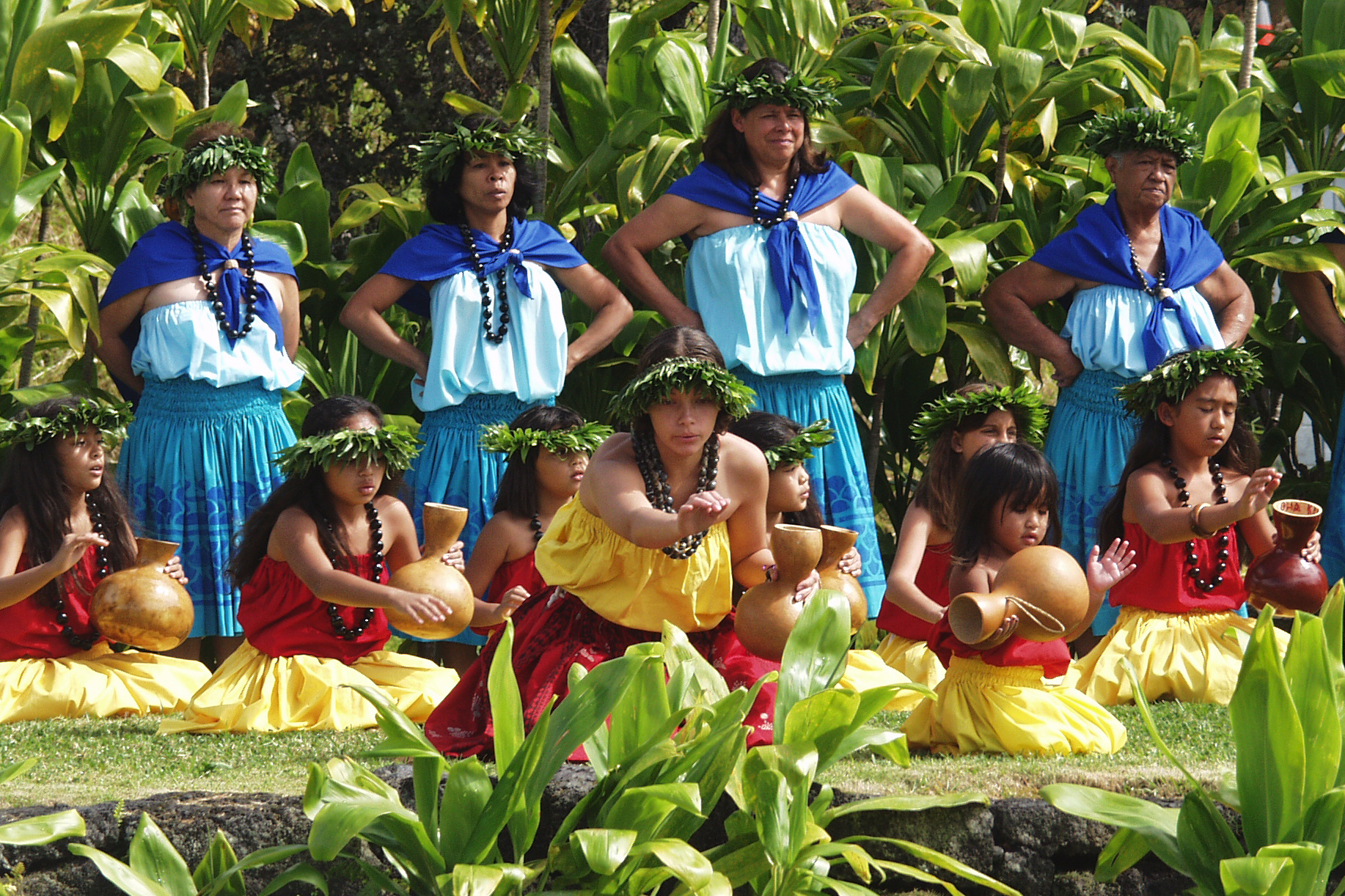
Hawaiier beim Hula-Tanz

Erst in der zweiten Hälfte des 20. Jahrhunderts begannen ernsthafte Bemühungen zum Erhalt und der Förderung der hawaiischen Kultur. Die hawaiische Kultur wurde in die Lehrpläne der öffentlichen Schulen in Hawaii eingeführt, wo hawaiische Kunst, Lebensweise, Tanz und die Sprache unterrichtet werden. Viele Aspekte der hawaiischen Kultur wurden kommerzialisiert, um Besucher aus aller Welt anzusprechen. Dazu gehören Hula oder die Verwendung des Wortes „Aloha“. Die wichtigste Sammlung hawaiischer Artefakte, Dokumente und anderer Informationen befindet sich im 1889 eröffneten Bernice P. Bishop Museum.

### Landbesitz
Vor der Kolonisierung Hawaiis war jede Insel in Moku unterteilt, die an Personen mit hohem Ansehen vergeben wurden und innerhalb der Familie blieben. Jedes moku war in kleinere ahupuaʻa unterteilt, die sich jeweils vom Meer bis zur Spitze des nächstgelegenen Berges erstreckten. Damit sollte sichergestellt werden, dass jedes ahupuaʻa alle für das Überleben notwendigen Ressourcen, einschließlich Hartholz und Nahrungsquellen, bereitstellte. Jedes ahupuaʻa wurde von Beamten verwaltet, die vom Inselhäuptling beauftragt waren, von den Bewohnern Abgaben einzutreiben. Die Aufteilung der ahupuaʻa richtete sich nach der Höhe der Abgaben. Im Gegensatz zum europäischen Feudalsystem waren die hawaiischen Bauern nie an das Land gebunden und konnten sich frei bewegen, wie sie wollten.
Die Kānaka Maoli bezeichnen sich selbst als kamaʻāina, was so viel wie „Menschen des Landes“ bedeutet, weil sie sehr eng mit dem Land verbunden sind. Dies war auch Teil des spirituellen Glaubenssystems, das seinen Ursprung auf das Land selbst zurückführt, was durch den Anbau von Taro für das Grundnahrungsmittel Poi verstärkt wurde, einer Pflanze, die als Manifestation von Hāloa angesehen wurde.

### Religion

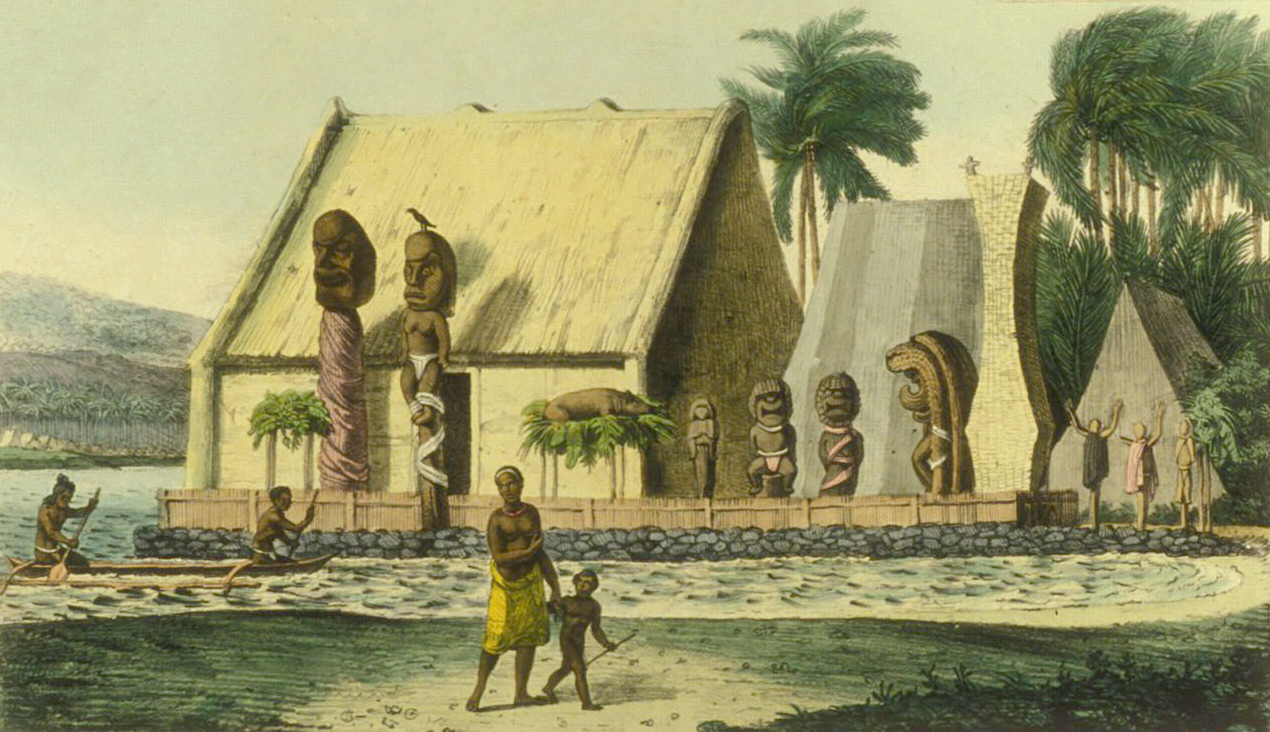
Darstellung eines königlichen Heiau (hawaiischer Tempel) um 1816

Die Kultur der hawaiischen Ureinwohner entwickelte sich aus ihren polynesischen Wurzeln und hatte eine eigene Religion. Die hawaiische Religion ist polytheistisch. Im Zentrum ihrer Schöpfungsgeschichte stehen die Götter Wākea und Papahānaumoku, dem Vater und der Mutter der hawaiischen Inseln. Ihr totgeborenes Kind bildete die tiefen Wurzeln von Hawaii, und ihr zweites Kind, Hāloa, ist der Gott, von dem alle Hawaiier abstammen sollen. Die Religion der Hawaiier kennt vier Hauptgötter und zahlreiche weitere Nebengötter, wobei bestimmten Gegenständen und Lebewesen über eigene Gottheiten verfügen. So ist Pele die Göttin der Vulkane. Eine große Rolle in der Religion spielen Land (ʻainā) und Familie (ʻohana). In der traditionellen hawaiischen Gesellschaft spielte die Priesterkaste eine herausragende Rolle und es kam auch zu Menschenopfern. Ein Kastensystem erhob zahlreiche religiöse Tabus (Tapu) und diskriminierte Frauen, die z. B. zahlreiche Lebensmittel nicht essen durften. Verstöße gegen die zahlreichen Regeln und Tabus wurden streng sanktioniert, bis zur Todesstrafe.
Im 19. Jahrhundert wurde die hawaiische Religion weitgehend durch das Christentum verdrängt. Einige Elemente der alten Religion sind in die neoschamanische esoterische Huna-Lehre übergegangen.

### Sprache
Die hawaiische Sprache (oder ʻŌlelo Hawaiʻi) gehört zu den polynesischen Sprachen. Sie war die Sprache der hawaiischen Ureinwohner, heute sprechen die Kānaka Maoli jedoch überwiegend Englisch bzw. Hawaii Creole English. Das Hawaiische gilt als vom Aussterben bedrohte Sprache und wird nur noch von knapp 20.000 Menschen zu Hause gesprochen. Muttersprache der Menschen ist sie noch auf der Insel Niʻihau.
Einige Wörter aus dem Hawaiischen wie ʻukulele („hüpfender Floh“) oder wiki („schnell“) erlangten globale Verbreitung. Die hawaiischen Bezeichnungen pāhoehoe und aʻā für unterschiedliche Lavaformen (Pāhoehoe bzw. ʻAʻā) wurden bereits im 19. Jahrhundert in die internationale geologische Fachsprache eingeführt.

### Tanz
Hula ist eine der bekanntesten einheimischen Kunstformen auf Hawaii. Traditionell war Hula ein ritueller Tanz, der zu Ehren der Götter und Göttinnen aufgeführt wurde. Hula Kahiko ist der traditionelle Stil des Hula. Der ausdrucksstarke Tanz ist für seine Anmut und Romantik bekannt. Die Tänze werden von Schlaginstrumenten und traditionellen Gesängen begleitet. Hula ʻAuana wurde später von westlichen Faktoren beeinflusst. Er wird von nicht-traditionellen Musikinstrumenten und farbenfrohen Kostümen begleitet. Er wurde bei Touristen populär, und diese Form ist auch außerhalb der Inseln am weitesten verbreitet. Ukulelen und Gitarren sind als musikalische Begleitung verbreitet.

### Musik
Mele sind die hawaiischen Gedichte und Lieder, zu denen auch Hula getanzt wird. Oli sind reine Gesänge. Mele und Oli sind wichtige Bestandteile der hawaiischen Rituale und Zeremonien. Portugiesen, Mexikaner und Spanier brachten Musikinstrumente wie die Ukulele und die Gitarre mit, die die Hawaiier übernahmen. Als sich die hawaiische Musik weiterentwickelte, wurde die Musik mit diesen Instrumenten ab den 1920er Jahren weltweit populär. Die Hawaiier erfanden die Slack-Key-Gitarre und die Steel-Gitarre, Instrumente, die bald in der ganzen Welt verbreitet wurden.

### Kleidung

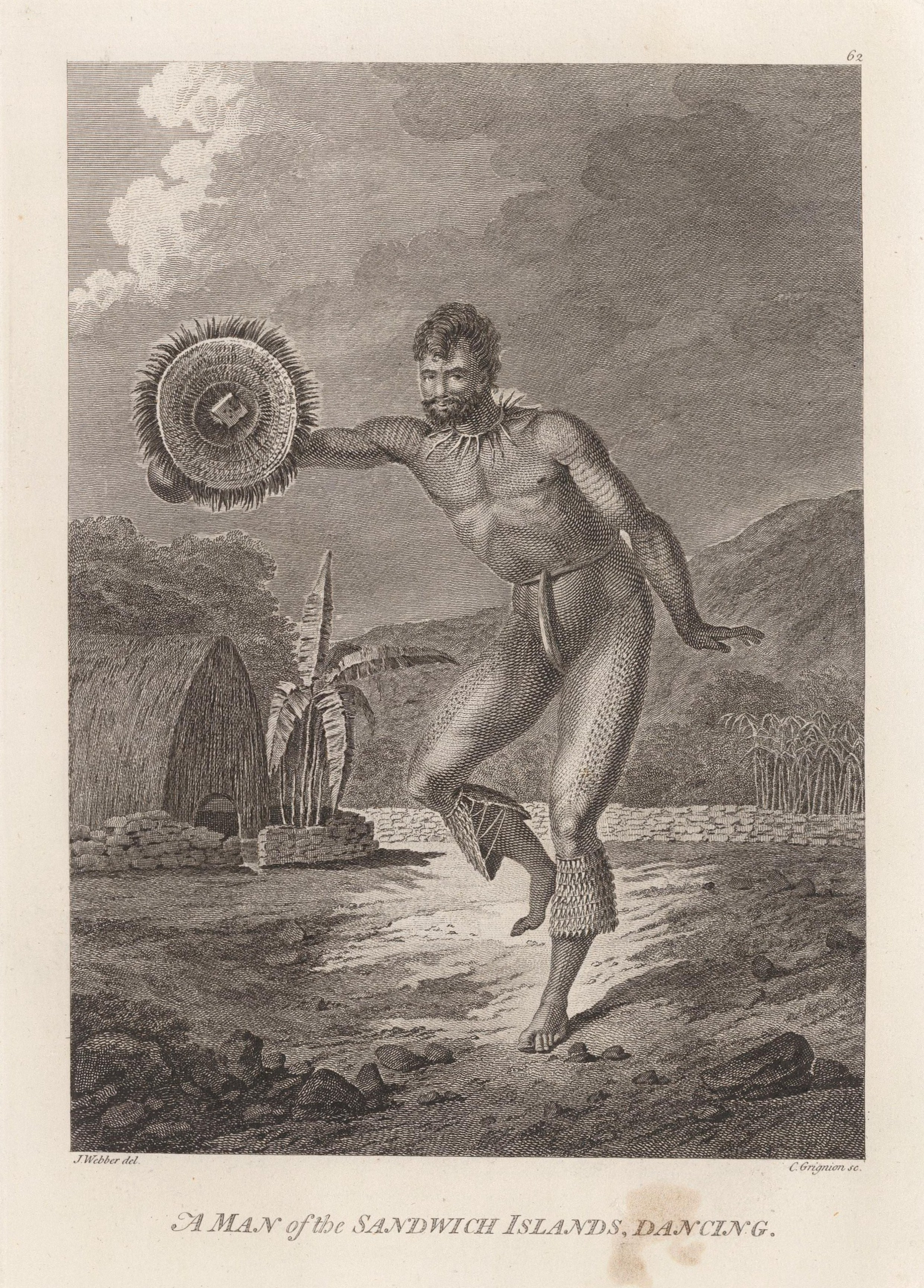
Hula-Tänzer mit Malo

In der traditionellen hawaiischen Gesellschaft trugen die Männer in der Regel einen Malo, ein Lendentuch, und Frauen einen Rock aus Tapa, Papierstoff, Blättern oder Fasern, obwohl beide manchmal einen über die Schultern geworfenen Mantel trugen.

## Politik
Das Amt für hawaiische Angelegenheiten (Office of Hawaiian Affairs, OHA) ist eine Selbstverwaltungskörperschaft des Bundesstaates Hawaii, die durch eine Verfassungsänderung 1978 geschaffen wurde. Der Auftrag des OHA besteht darin, die Bildung, die Gesundheit, das Wohnen und die Wirtschaft der hawaiischen Ureinwohner zu fördern. Die OHA ist eine halbautonome Regierungsbehörde, die von einem neunköpfigen Kuratorium verwaltet wird, das von den indigenen Hawaiiern als Vertretung gewählt wird.
2016 kündigte das Innenministerium der Vereinigten Staaten an, die Hawaiier als eigene Nation anzuerkennen, mit dem die US-Regierung in eine Rechtsbeziehung treten kann. Damit wurden sie den über 560 von der US-Regierung anerkannten Indianerstämmen rechtlich gleichgestellt. Einige Angehörige der hawaiischen Minderheit haben sich auch für die Wiedererrichtung der Monarchie ausgesprochen und den einseitig erfolgenden Prozess der Rückgabe von Souveränitätsrechten kritisiert.
Es kam immer wieder zu Protesten der Hawaiier gegen bestimmte Projekte, so z. B. gegen die Erweiterung des Flughafen Hilo auf indigenem Land 1978 oder der geplanten Errichtung des Thirty Meter Telescope auf dem für die Ureinwohner heiligen Mauna Kea.

## Soziale Lage im modernen Hawaii
Hawaiische Ureinwohner litten lange unter Diskriminierung und sind weiterhin sozial benachteiligt. Die Armutsrate unter dieser Gruppe lag 2017 bei 13,5 Prozent bei einem Durchschnitt von 9,5 % in Hawaii, war jedoch in den Jahren davor rückläufig. Aufgrund der hohen Immobilienpreise werden zahlreiche Angehörige der Gruppe obdachlos. 2019 waren die Hälfte der knapp 4400 Obdachlosen auf der Insel Oʻahu indigene Hawaiier oder Angehörige anderer pazifischer Völker, obwohl ihr Anteil an der Gesamtbevölkerung lediglich bei 10 Prozent lag.
Ein Problem unter den Ureinwohnern ist weitverbreitete Fettleibigkeit, was auch in vielen anderen Gebieten in Ozeanien ein großes Problem ist. Einer Studie aus den 1990er Jahren zufolge waren 60 Prozent aller indigenen Hawaiier übergewichtig. 2010 lag ihre Lebenserwartung mit knapp 77 Jahren unter dem Durchschnitt von Hawaii von knapp 80 Jahren.